# Aeroportul Amahai
Aeroportul Amahai (IATA: AHI, ICAO: WAPA) este un aeroport din Amahai⁠(d), Amahai⁠(d), Maluku Tengah⁠(d), Maluku⁠(d), Indonezia ce deservește zona Kota Masohi⁠(d).
Situat la o altitudine de 10 m, aeroportul dispune de 1 pistă.

## Infrastructură

### Piste
Aeroportul dispune de o singură pistă. Pista 13/31 are suprafața de asfalt și dimensiunile 1.050 m × 23 m. 